# Elecciones generales de Botsuana de 2014
Las elecciones generales de Botsuana de 2014 tuvieron lugar el 24 de octubre del mencionado año con el objetivo de renovar los 57 escaños electos de la Asamblea Nacional, ejerciendo estos sus funciones por el período 2014-2019 e invistiendo al presidente de la República. Se trató de los décimos comicios que tenían lugar en Botsuana desde la independencia del país del Reino Unido en 1966, y los undécimos desde la instauración del sufragio universal. Se realizaron al mismo tiempo que las elecciones de gobierno local. Se empleó el sistema de escrutinio mayoritario uninominal y la edad mínima para votar fue de dieciocho años. Las elecciones fueron administradas por la Comisión Electoral Independiente (IEC). Aunque hubo variaciones en los nombres y las fronteras de las circunscripciones, su número se mantuvo intacto, constituyendo la primera vez desde la independencia de Botsuana que se realizaban tres elecciones consecutivas con la misma cantidad de circunscripciones.
El período previo a las elecciones estuvo marcado por un inédito deterioro de la situación económica del país, como consecuencia de la crisis financiera global de 2009, así como un aumento de la conflictividad social con una larga huelga el servicio público a mediados de 2011 encabezada por la Federación de Sindicatos del Sector Público de Botsuana (BOFEPUSU). El presidente Ian Khama enfrentó considerables críticas por su manejo de la situación y se acuciaron los conflictos internos en el propio Partido Democrático de Botsuana (BDP), gobernante desde la independencia. La facción más liberal del partido, opositora a Khama, se separó y fundó el Movimiento por la Democracia de Botsuana (BMD), bajo el liderazgo de Gomolemo Motswaledi. En 2012, el BMD llegó a un acuerdo con el principal partido de la oposición, el Frente Nacional de Botsuana (BNF), y con el Partido Popular de Botsuana (BPP) para fundar la coalición Paraguas para el Cambio Democrático (Umbrella for Democratic Change o UDC), que disputó las elecciones distribuyendo los escaños entre sus socios y postulando al presidente del BNF, Duma Boko, como candidato presidencial unitario. Mientras tanto, el Partido del Congreso de Botsuana (BCP), tercera fuerza nacional liderada por Dumelang Saleshando, permaneció desmarcada de la UDC y también absorbió a otros dos partidos opositores menores. Aunque la oposición continuó dividida, se fortaleció considerablemente, constituyendo la primera amenaza seria para la permanencia en el poder del BDP desde la independencia de Botsuana en 1966.
La campaña estuvo marcada por la muerte de Motswaledi en un accidente automovilístico el 30 de julio de 2014. Si bien hubo algunas especulaciones sobre el incidente por motivos políticos, la fuerza policial concluyó que la muerte fue un accidente. La oposición acusó al gobierno de Khama de ser cada vez más autoritario y logró atraer a una amplia gama de votantes jóvenes que desaprobaban el manejo de la economía por parte del gobierno. Consciente del creciente descontento, Khama respondió con una plataforma prometiendo cambios, aunque destacó el comparativamente sólido desempeño económico del país respecto a otras naciones del mundo en el marco de la recesión global.
Las elecciones vieron al BDP sufrir una dura debacle y obtener su peor resultado hasta el momento. Si bien fue revalidado en el poder con el 46,45% de los votos y 37 de los 57 escaños, garantizando la reelección de Khama para un segundo y último mandato, por primera vez desde su fundación no obtuvo más del 50% del voto popular y fracasó en asegurarse dos tercios de los escaños electos (aunque retendría la mayoría calificada gracias a los miembros del parlamento elegidos indirectamente). En las elecciones locales paralelas las pérdidas del BDP se profundizaron y la oposición tomó el control de cinco de los quince concejos municipales y distritales. Por su parte, la UDC obtuvo un fuerte resultado con un 30,01% de los votos y 17 escaños, lo que permanece hasta la fecha como la mayor cantidad de escaños absolutos asegurados por una formación política sin ganar las elecciones, mientras que Boko resultó electo parlamentario por Gaborone Bonnington South, permitiéndole asumir como líder de la Oposición. En tercer lugar, el BCP logró el 20,43% de los votos y 3 escaños, lo que constituyó el voto popular más alto de su historia, pero Saleshando fue derrotado por la UDC en su circunscripción en Gaborone Central. Los comicios también vieron a un gran número de candidatos independientes postularse, y aunque ninguno resultó electo, en conjunto lograron el 3,11% de los votos, la mayor cantidad de votos a candidatos no partidistas desde la independencia. El registro electoral y el nivel de participación fueron los más altos de la historia electoral botsuana, con un 84,75% de los electores registrados concurriendo a las urnas.
La división de los votos opositores y la distribución irregular de las circunscripciones fueron claves para garantizar la reelección de Khama: una unidad entre la UDC y el BCP hubiera triunfado en 33 circunscripciones, ganando las elecciones. Khama fue juramentado para un segundo mandato el 28 de octubre de 2014. Como consecuencia del resultado electoral, emprendió una reorganización de su gabinete y el hasta entonces ministro de Educación, Mokgweetsi Masisi, asumió como vicepresidente y sucesor designado al término del mandato de Khama en abril de 2018.

## Antecedentes
Las elecciones generales de 2009 vieron al Partido Democrático de Botsuana obtener un triunfo aplastante con 45 de los 57 escaños electos, garantizando la elección del presidente Ian Khama para un mandato completo frente a una oposición dividida entre el Frente Nacional de Botsuana y el Partido del Congreso de Botsuana, a lo que se sumaba que el BNF estaba sumido en conflictos internos. Los partidos opositores emprendieron una profunda reorganización interna ante esta debacle electoral. El líder del BNF, Otsweletse Moupo, se retiró y fue sucedido en julio de 2010 por Duma Boko. Mientras, Gilson Saleshando se retiró del liderazgo del BCP y fue sucedido por su hijo, Dumelang Saleshando, miembro de la Asamblea por Gaborone Central. A pesar de la consolidación del liderazgo de Khama, el año 2010 vio un acuciamiento de las divergencias internas que terminaron con que una gran facción del partido, encabezada por Gomolemo Motswaledi, se separara y estableciera el liberal Movimiento por la Democracia de Botsuana (BMD). Se trató de la primera escisión importante que sufría el BDP en sus más de cincuenta años de existencia. La deserción de miembros del parlamento del BDP al BMD fue suficiente para superar al BNF en número de parlamentarios, permitiendo que Botsalo Ntuane asumiera como líder de la Oposición en la Asamblea Nacional, el primer dirigente ajeno al BNF en asumir esa posición en más de cuarenta años.
El primer mandato de Khama se caracterizó por las dificultades económicas. La Gran Recesión global iniciada en 2009 tuvo un profundo impacto en la economía de Botsuana. Aunque Botsuana mantuvo una situación relativamente estable para la región, la situación social comenzó a deteriorarse con rapidez, alcanzando las tensiones su pico máximo en el año 2011. El fuerte sector público del país se vio muy golpeado por la disminución global de la demanda de diamantes, de cuya exportación Botsuana era casi completamente dependiente. La inflación, durante muchos años de un 7% anual, se disparó a 12,6% en 2009. La gestión de Khama respondió implementando duras políticas de austeridad con el respaldo del Banco Mundial y el Fondo Monetario Internacional, que consistían en detener los aumentos salariales y reducir la cantidad de empleados públicos. La falta de diversificación económica implicaba que estas políticas resultarían, invariablemente, en un alza del desempleo. Botsuana pasó tres años consecutivos sin aumentos salariales en el servicio público, a pesar de la duplicación de la inflación en 2009, lo que repercutió severamente en el poder adquisitivo de varios trabajadores. El cambio abrupto de los acontecimientos debilitó la popularidad del BDP (al mismo tiempo que provocó fuertes divergencias dentro del propio partido) y contribuyó a reactivar a actores de la sociedad civil hasta entonces postergados, como el movimiento laboral.
A principios de abril de 2011, como respuesta a la negativa del gobierno a garantizar aumentos salariales, la Federación de Sindicatos del Sector Público de Botsuana (BOFEPUSU), que representaba a casi 100.000 empleados públicos, inició la huelga de servicio público más larga de la historia del país, que se prolongó por más de dos meses hasta finales de junio. Las principales exigencias de la BOFEPUSU eran un aumento del 16% de los salarios, a pesar de que el gobierno de Khama insistió en que eso era imposible. Sin embargo, la huelga también tuvo reclamos políticos, exigiendo a los partidos opositores que cooperaran electoralmente contra el gobierno de Khama y exigiendo la derogación de los artículos de la Ley de Servicio Público que proscribían la participación política de los trabajadores. El gobierno respondió a la huelga con despidos masivos de los trabajadores esenciales, lo que le permitió a su vez subcontratar y cumplir con las demandas del FMI de reducir el sector público. Aunque la huelga fracasó en su objetivo de forzar un aumento salarial, la posición del gobierno de Khama se vio muy cuestionada. Se considera generalmente que la huelga de 2011 jugó un papel trascendental para fomentar la consciencia política entre amplios sectores de la población botsuana, y las cuestiones laborales en el marco de la precaria situación económica terminarían siendo un tema de debate en la campaña electoral de 2014.
Los políticos de la oposición aprovecharon la oportunidad y reapropiaron las manifestaciones de la BOFEPUSU como plataformas para criticar duramente al gobierno de Khama. Sindicalistas y figuras de la oposición comenzaron a exigir un cambio de liderazgo, lo que inquietó enormemente al gobierno en su conjunto. La BOFEPUSU jugó un papel trascendental en convencer a los partidos opositores de buscar la unidad electoral luego de décadas de profundas divisiones. Aunque algunos dirigentes del sindicato estaban vinculados al BCP, varios de sus reclamos contenían un llamado a la cooperación opositora. En noviembre de 2012, el BNF, el BMD y el BPP acordaron la formación del Paraguas para el Cambio Democrático (Umbrella for Democratic Change o UDC), la primera coalición formalmente registrada entre partidos opositores importantes desde la independencia. La UDC se registró como un partido político para concurrir a los comicios bajo un único símbolo electoral.
A pesar de las gestiones impulsadas por BOFEPUSU, las negociaciones entre el BCP y la UDC para una unificación total de los partidos opositores se estancó, y finalmente el BCP (que era el tercer partido político más grande del país y se había fortalecido tras absorber a dos partidos menores, el Movimiento de la Alianza de Botsuana y el Movimiento MELS de Botsuana) resolvió concurrir a las elecciones por separado.

## Sistema electoral
Los comicios se realizaron bajo la constitución vigente aprobada en 1966, y siguiendo los lineamientos de la ley electoral aprobada el 17 de mayo de 1968 con las reformas sancionadas en referéndum en 1997. De acuerdo con la misma, todo ciudadano botsuano mayor de dieciocho años puede registrarse para votar en las elecciones, siempre que estén inscritos en la lista electoral de su lugar de residencia y no tengan una condena de prisión que supere los seis meses. Las listas electorales se establecen en las oficinas de votación de los barrios una vez que los distritos electorales se hubiesen demarcado. Un elector solo puede votar en la circunscripción en la que está registrado. El sufragio es universal, optativo y secreto.
Todo ciudadano registrado como votante que fuere capaz demostrar un dominio oral y escrito suficiente del idioma inglés podría presentar su candidatura para diputado de la Asamblea Nacional. No podrían presentar su candidatura aquellos que incumplieran los requisitos, ni tampoco los miembros de la entidad tribal denominada Consejo de Jefes o los funcionarios públicos en ejercicio. 57 de los 63 escaños de la Asamblea Nacional son elegidos por medio de escrutinio mayoritario uninominal. Todo el territorio del país se encuentra dividido en cincuenta y siete circunscripciones, cada una de las cuales debe ser representada por un diputado, elegido por el electorado de dicha circunscripción a simple mayoría de votos. Cada candidatura a la Asamblea Nacional debe ser presentada por dos ciudadanos de la circunscripción que se disputará y respaldada por al menos otros siete. Un candidato no puede representar a más de una circunscripción.
El presidente de la República es elegido al mismo tiempo que la Asamblea Nacional bajo un sistema indirecto. Los candidatos a la Asamblea Nacional deben declarar su apoyo por un candidato presidencial, y el candidato que reciba los apoyos de la mayor cantidad de diputados electos será de este modo elegido presidente. Su mandato es renovado cuando se renueva la Asamblea Nacional. En caso de la vacancia de un cargo parlamentario durante el período legislativo, se realizarán elecciones parciales en dicha circunscripción bajo el mismo sistema electoral. El tiempo máximo que una persona puede ejercer la presidencia de la República es de diez años (equivalente a dos mandatos de cinco).
Después de las elecciones, otros cuatro miembros de la Asamblea Nacional son designados por los parlamentarios electos para representar intereses especiales. El presidente y el fiscal general de la República son miembros ex officio sin derecho a voto.

## Candidaturas

### Candidaturas presidenciales
De conformidad con la Sección 7 de las disposiciones complementarias de la Ley de Elecciones Presidenciales, el Secretario de la Comisión Electoral Independiente nombró oficiales autenticadores para autenticar los documentos de los aspirantes presidenciales. Estos incluyeron Comisionados de Distrito, Oficiales de Distrito y Oficiales Superiores de Policía. El Presidente del Tribunal Supremo, como oficial escrutador de las elecciones presidenciales, recibió los documentos de nominación de los candidatos el 20 de septiembre de 2014 entre las 10:00 y las 13:00 horas, y entre las 14:30 y las 17:00 horas en el Tribunal Superior de Lobatse. Al cierre de operaciones, tres líderes de partidos políticos fueron declarados válidamente nominados como candidatos para la elección al cargo de Presidente de la siguiente manera.
| Candidato                                | Partido | Partido                                   |
| ---------------------------------------- | ------- | ----------------------------------------- |
| Dumelang Saleshando                      |         | Partido del Congreso de Botsuana (BCP)    |
| Ian Khama                                |         | Partido Democrático de Botsuana (BDP)     |
| Duma Boko                                |         | Paraguas para el Cambio Democrático (UDC) |
| Fuente: Comisión Electoral Independiente |         |                                           |

### Candidaturas parlamentarias
Mientras tanto, el día de la nominación de candidatos para las elecciones a la Asamblea Nacional fue el 25 de septiembre, al mismo tiempo que las nominaciones para las elecciones de gobierno local. Al igual que en todas las elecciones desde la independencia, el Partido Democrático de Botsuana fue la única fuerza que presentó candidatos en todas las cuarenta circunscripciones. La coalición Paraguas para el Cambio Democrático (UDC) presentó 52 candidatos distribuidos entre los tres miembros de la alianza: al Frente Nacional de Botsuana (BNF) le correspondieron 27 escaños, al Movimiento por la Democracia de Botsuana (BMD) le correspondieron 20 escaños, y al Partido Popular de Botsuana (BPP) 5. El Partido del Congreso de Botsuana (BPC) presentó 54 candidatos, con lo que fue la segunda fuerza con más aspirantes. Al mismo tiempo, hubo un número inédito de candidatos independientes, con un total de 29. En total unos 192 candidatos se postularon a las elecciones. Con tan solo dos partidos y una coalición, se trató de la elección con menos fuerzas políticas en disputa desde la independencia.
|  | 100.00 % |

|  | 94.74 % |

|  | 91.23 % |

|  | 50.88 % |

## Campaña
Consciente de que enfrentaba un desafío nunca antes visto, el Partido Democrático de Botsuana realizó una intensa campaña apelando al voto racional, reconociendo las problemáticas que enfrentaba buena parte de la población pero achacando las dificultades a la situación económica global y comprometiéndose a cambiar de rumbo. Su manifiesto, lanzado en abril de 2014, defendió el historial del partido al frente del gobierno y resaltó el hecho de que Botsuana había sido uno de los países más pobres del mundo antes de la independencia, para luego encontrarse comparativamente mejor que otros estados de la región. Resaltó los logros recientes del gobierno en el campo de la tecnología y los programas de vivienda. Luego, se comprometió a impulsar un nuevo proyecto, el Programa de Apoyo Integrado para el Desarrollo Arable (ISPAAD), que buscaría reconocer a los agricultores de subsistencia y proporcionar seguridad alimentaria al país. El ISPAAD fue criticado por opositores como un proyecto de alto costo y de corte populista. El manifiesto fue deliberadamente vago en cuestiones laborales, probablemente para evitar inflamar la mala relación con los sindicatos, y simplemente declaró que el partido «continuaría fomentando relaciones armoniosas entre todos los actores del mercado laboral». La BOFEPUSU respondió agresivamente al manifiesto, acusando a Khama de «pintar un panorama color de rosa» y describiendo la idea de que el oficialismo había establecido relaciones laborales armoniosas como «una mentira descarada». El BDP también fue criticado por su enfoque en cuestiones educativas, comprometiéndose simplemente a destinar más fondos a la educación, a pesar de las crecientes denuncias de que el sistema educativo del país se encontraba en una situación precaria. El BDP endureció sus críticas para con los partidos opositores y su militancia impulsó la simbología de enseñar una «tarjeta roja» (en referencia tanto a la penalización futbolística como a los colores del partido gobernante) para «sacar del juego a la oposición».
La coalición Paraguas para el Cambio Democrático publicó un manifiesto de 38 páginas, en el que cuestionó fuertemente al gobierno de Khama, acusándolo de ser cada vez más autoritario y económicamente irracional. Como alternativa, la UDC propuso un programa de amplias reformas sociales, políticas y económicas. En lo institucional, propuso instaurar un sistema parlamentario más firme separando la jefatura de estado y la de gobierno y restableciendo el cargo de primer ministro abolido tras la independencia. También se comprometió a fortalecer las prerrogativas de los concejos locales y avanzar a una democracia más descentralizada. En cuanto a lo laboral, la coalición atacó duramente la situación bajo el gobierno de Khama y se comprometió a mantener una relación cordial con los sindicatos y escuchar sus demandas en caso de llegar al poder. En lo educativo, la UDC propuso mejorar las condiciones laborales de los docentes, así como la infraestructura educativa, establecer como obligatoria la educación preescolar y garantizar el acceso de la juventud a la educación terciaria. A pesar de intentar catapultar su intención de voto explotando el discurso del movimiento laboral y el espíritu de la huelga de 2011, el manifiesto de la UDC se enfocó más en criticar la situación institucional bajo el gobierno del BDP más que en los derechos de los trabajadores. Sí abordó cuestiones de vivienda, prometiendo auditorías mediante una alianza público privada y comprar terrenos de propietarios urbanos y en otros lugares para abordar la escasez de terrenos.
Considerado uno de los partidos más interamente estables del país y fortalecido tras absorber al BAM y al MELS, el Partido del Congreso de Botsuana compitió con una plataforma progresista centrada en los derechos de los trabajadores, así como en fortalecer la infraestructura y mejorar las condiciones en los campos de la salud y la educación, cuya situación consideró «en estado de crisis». Su manifiesto, titulado «Listos para liderar - Liderando a Botsuana fuera de la encrucijada» contenía numerosas promesas en distintos ámbitos. Muchas de sus promesas políticas (sobre todo las reformas electorales e institucionales y la descentralización) fueron similares a las de la UDC, con diferencias de formato, sobre todo en el tema de la vivienda. El partido propuso modificar el sistema electoral de escrutinio mayoritario uninominal para instaurar un sistema mixto, que mantuviera circunscripciones uninominales pero añadiendo escaños elegidos mediante representación proporcional por listas para garantizar una representación más equilibrada de las fuerzas políticas. También propuso una amplia reforma constitucional que inhabilitara al Parlamento para aprobar cualquier legislación que restringiera la libertad de prensa, así como fortalecer el cargo de líder de la Oposición. Aunque las promesas en torno a los derechos de la mujer eran rutinarias en las campañas electorales, el BCP se comprometió formalmente por primera vez a fomentar la discriminación positiva en ese sentido.
La campaña tuvo como novedad la irrupción de los sindicatos y plataformas privadas para difundir información, garantizando una cobertura mediática más equilibrada luego de décadas de comunicación desigual favorable al BDP. La BOFEPUSU, en conjunto con la embajada de los Estados Unidos en Gaborone, patrocinaron la realización de debates entre candidatos parlamentarios mediante la emisora privada Gabz FM. El BDP rechazó estas propuestas y boicoteó los debates, que contaron con la asistencia de la UDC y el BCP. Aunque la decisión parecía tener como objetivo fomentar la división de los partidos opositores y evitar debilitar la imagen del gobierno, elementos de la propia militancia del BDP cuestionaron la ausencia del oficialismo en los debates. El periódico de propiedad privada Mmegi destacó en su portada una cuenta regresiva diaria para las elecciones, con fotografías de los tres candidatos presidenciales (Khama, Boko y Saleshando). Junto a estas imágenes había una urna con seis temas críticos para los votantes: desempleo, tierra, servicios, corrupción, educación y libertades civiles.
Con la oposición dividida en dos bloques de fuerza similar, el respaldo de la BOFEPUSU, dada su fuerte influencia sobre el movimiento laboral y su papel en el debilitamiento del gobierno de Khama, se consideró clave, y tanto la UDC como el BCP trabajaron activamente por conseguir el respaldo sindical oficial. Enfrentada al gobierno, la BOFEPUSU publicó una «lista negra» de políticos, la mayoría de los cuales eran del BDP, que creían que estaban actuando en contra de los intereses de los trabajadores. Mientras tanto, el Sindicato de Trabajadores Manuales, el más grande del país, publicó un documento completo titulado «Dos años para la Visión 2016, ¡pero demasiado lejos!: Una guía rápida sobre los desarrollos inquietantes en la gobernanza de Botswana». Este documento, que criticaba la incumplida «Visión 2016» anunciada por el BDP años atrás, tenía como objetivo influir en los votantes contra el BDP. A pesar del respaldo de numerosos dirigentes sindicales al BCP, a finales de julio, Johnson Motswarakgole, secretario de BOFEPUSU, confirmó su respaldo a la UDC, amparándose en que se trataba del partido opositor con más probabilidades de ganar. La dirigencia del BCP respondió con duras críticas a los sindicalistas favorables a la UDC, afirmando que el partido se encontraba «en shock» por esta decisión, ya que la BOFEPUSU había prometido que no respaldarían públicamente a ninguno de los partidos opositores en específico, denunciando esto como un «abuso» por parte de Motswarakgole. Sin embargo, el BCP reafirmó el compromiso de su plataforma con los derechos de los trabajadores y su intención de cooperar con la BOFEPUSU si el partido llegaba al gobierno.

## Resultados

### Resultado general

Resultados por circunscripción.

La votación se desarrolló con normalidad el 24 de octubre. Más de 700.000 personas concurrieron a votar y representaron un 84,75% del padrón registrado, una cantidad inédita en la historia electoral del país. El 25 de octubre, la Comisión Electoral Independiente anunció que el Partido Democrático de Botsuana había ganado 33 escaños. Aunque no se había completado el conteo de votos, los resultados preliminares fueron suficientes para confirmar que el BDP retendría el gobierno (pues se le proyectaba una cantidad superior a los 29 escaños requeridos), aunque por un margen considerablemente menor al de las anteriores elecciones. Al día siguiente, el presidente del Tribunal Supremo, Maruping Dibotelo, emitió una declaración que confirmaba una nueva victoria del BDP. Posteriormente, la comisión electoral dijo que el BDP había ganado un total de 37 escaños, con la UDC ganando 17 y el BCP tres. Otros cuatro escaños fueron ocupados por candidatos seleccionados por el Parlamento, y el presidente y el portavoz parlamentario ocuparon los dos últimos puestos en la cámara. Los resultados preliminares mostraron que los dos partidos de la oposición habían tenido más éxito en las áreas urbanas del país, y atrajeron a votantes más jóvenes que desaprobaban el manejo de la economía por parte de Khama, mientras que el BDP mantuvo su apoyo rural.
En última instancia, el BDP se impuso con un 46,45% del voto popular y 37 de los 57 escaños, constituyendo el peor resultado de su historia y lo más cerca que había estado hasta entonces de verse desbancado del poder, no logrando obtener, por primera vez, más de un 50% de los votos válidamente emitidos. Aunque conservaría la mayoría calificada gracias a los cuatro escaños elegidos en forma indirecta, se trató también de la primera vez que el BDP fracasaba en asegurarse dos tercios de los escaños electos. La debacle urbana del BDP se notó en la capital, Gaborone, donde el BDP fue prácticamente obliterado y se ubicó en el tercer puesto en términos de voto popular detrás de la UDC y el BCP, con la UDC controlando más de dos tercios el Concejo Municipal. Fue en Gaborone Central donde el partido obtuvo su peor resultado, con tan solo un 27,62% de los votos. En total hubo siete circunscripciones donde el partido no pudo superar el tercio de los votos válidos, todas urbanas. Logró, sin embargo, retener el escaño capitalino de Gaborone South, aunque con tan solo un 34,28% de los votos (la victoria con menor porcentaje de sufragios de la jornada). El BDP también fue derrotado o sufrió considerables pérdidas en Molepolole (destacando la sorpresiva derrota del antiguo rival interno de Khama y dirigente de alto perfil del BDP, Daniel Kwelagobe, en Molepolole South), Selebi-Phikwe y Lobatse. No obstante, el oficialismo se benefició de la división entre la UDC y el BCP para retener varios escaños con márgenes de votación sumamente estrechos. La restricción del BDP a sus bastiones tradicionales en el este, muy presente durante anteriores períodos de fortalecimiento opositor (como las elecciones de 1994) se hizo notar. El mejor resultado para el BDP fue en Serowe North con un 85,40%, seguido por Serowe West, donde el hermano del presidente, Tshekedi Khama, logró el 78,57%. En donde consiguió ganar, el partido experimentó una gran caída en sus márgenes de victoria y solo superó los dos tercios de los votos en cuatro circunscripciones (Mmadinare y las tres circunscripciones de Serowe), respecto a las diez las que lo había conseguido en 2009. Sin embargo, a pesar del fortalecimiento opositor, el BDP logró recuperar su posición dominante en las áreas rurales donde esta se había debilitado anteriormente, y recuperó cuatro circunscripciones en los extremos norte y sur del país (Chobe, Ngami, Kgalagadi North y Kgalagadi South) que hasta entonces estaban en manos de figuras importantes del BNF y el BCP, dos de estas con mayoría absoluta de votos.
Beneficiado por una mayor cantidad de recursos a su favor y una mayor distribución de sus respaldos en las distintas regiones del país, la coalición Paraguas para el Cambio Democrático logró el segundo puesto con un 30,01% del voto popular y 17 escaños, una cantidad de parlamentarios inédita para cualquier fuerza política fuera del BDP en Botsuana. La coalición fue particularmente exitosa en Gaborone, donde ganó 4 de 5 circunscripciones. Duma Boko, líder del BNF y candidato presidencial de la coalición, resultó electo en Gaborone Bonnington North con un 53,79% de los votos, convirtiéndose en el primer líder formal del principal partido opositor en llegar al cargo de líder de la Oposición parlamentaria por vía electoral desde 1999. El mejor resultado para la UDC fue en Molepolole North, con un 59,16% de los votos, lo que constituyó también el mejor desempeño para cualquier candidato opositor en la jornada. Sin embargo, la UDC se vio perjudicada por la división de votos con el BCP y de hecho su desempeño en el voto popular estuvo por debajo del obtenido por el BNF en las elecciones de 1994, últimas antes de la fractura con el BCP. La práctica disolución del BNF al integrar la UDC (aunque siguiera existiendo como partido legalmente) condujo a que muchos de los apoyos al partido en áreas rurales se debilitaran, perdiendo circunscripciones en el extremo sur del país que había ganado en las anteriores dos elecciones. Al mismo tiempo, la UDC heredó la debilidad del BNF en el norte del país, donde se concentraban los apoyos al BCP, y hubo cuatro circunscripciones donde sus candidatos perdieron sus depósitos por no lograr superar el 5% de los votos, siendo su peor desempeño en Okavango con un 1,71% de los votos.
El Partido del Congreso de Botsuana, tercera fuerza nacional, logró capitalizar las pérdidas del BDP en el norte del país y obtuvo el voto popular más alto de su historia, con un 20,43% de los votos. Sin embargo, se vio debilitado por la polarización nacional entre el BDP y la UDC y el sistema electoral lo perjudicó, obteniendo tan solo tres escaños parlamentarios. El partido logró ganar la circunscripción de Ramotsua, hasta entonces un importante bastión del BDP, pero perdió tres circunscripciones que representaba en la legislatura anterior, incluyendo Chobe y Ngami (que había ganado en alianza con el Movimiento de la Alianza de Botsuana). Sin embargo, su pérdida más impactante fue la de su líder y candidato presidencial, Dumelang Saleshando, que fracasó en ser reelecto en Gaborone Central, ubicándose en segundo puesto detrás de Phenyo Butale, candidato de la UDC. Se consideró que esta derrota pudo deberse tanto a un voto de simpatía a favor del fallecido Gomolemo Motswaledi (originalmente proclamado como candidato de la UDC en la circunscripción antes de su muerte) como a un posible castigo electoral contra Saleshando por parte de votantes opositores por el rechazo de su liderazgo a unificarse con la UDC. Fuera de esto, el peor resultado del partido fue en la circunscripción sureña de Kgalagadi North (con un 1,92% de los votos), y el mejor en la circunscripción norteña de Okavango, con un 54,68%. La división opositora, al igual que en todas las elecciones desde la independencia, favoreció al BDP y en esta ocasión fue clave para retener el gobierno. La sumatoria de votos entre la UDC y el BCP se hubiera impuesto en 33 circunscripciones y hubiera obtenido un 50,43% de los votos a nivel nacional, ganando las elecciones.
|  | 46.45 % |

|  | 16.62 % |

|  | 10.68 % |

|  | 2.71 % |

|  | 30.01 % |

|  | 20.43 % |

|  | 3.11 % |

|  | 98.83 % |

|  | 1.17 % |

|  | 100.00 % |

|  | 84.75 % |

### Partido más votado por distrito y ciudad
| Distrito      | BDP     | BDP    | BDP  | UDC     | UDC    | UDC  | BCP     | BCP    | BCP  | Independientes | Independientes | Independientes |
| Distrito      | Votos   | %      | Esc. | Votos   | %      | Esc. | Votos   | %      | Esc. | Votos          | %              | Esc.           |
| ------------- | ------- | ------ | ---- | ------- | ------ | ---- | ------- | ------ | ---- | -------------- | -------------- | -------------- |
| Central       | 109.488 | 57,60% | 17   | 25.629  | 13,48% | —    | 42.824  | 22,53% | —    | 12.143         | 6,39%          | —              |
| Chobe         | 4.144   | 56,51% | 1    | —       | —      | —    | 3.166   | 43,49% | —    | —              | —              | —              |
| Francistown   | 12.412  | 43,72% | 2    | 7.278   | 25,63% | 1    | 8.545   | 30,10% | —    | 155            | 0,55%          | —              |
| Gaborone      | 18.991  | 30,77% | 1    | 28.308  | 45,87% | 4    | 12.907  | 20,91% | —    | 1.510          | 2,45%          | —              |
| Ghanzi        | 8.497   | 50,51% | 1    | 7.845   | 46,63% | 1    | 481     | 2,86%  | —    | —              | —              | —              |
| Kgalagadi     | 11.472  | 52,96% | 2    | 9.416   | 43,47% | —    | 633     | 2,92%  | —    | 141            | 0,65%          | —              |
| Kgatleng      | 12,026  | 33,45% | —    | 15.680  | 43,61% | 2    | 8.086   | 22,49% | —    | 159            | 0,44%          | —              |
| Kweneng       | 46.752  | 43,34% | 4    | 45.093  | 41,80% | 4    | 12.201  | 11,31% | —    | 3.822          | 0,65%          | —              |
| Lobatse       | 5.485   | 49,90% | 1    | 4.996   | 45,45% | —    | 511     | 4,65%  | —    | —              | —              | —              |
| Ngamilandia   | 23.917  | 42,82% | 2    | 10.350  | 18,53% | 1    | 21.540  | 38,57% | 1    | 44             | 0,08%          | —              |
| Noreste       | 10.374  | 51,34% | 2    | 5.018   | 24,83% | —    | 3.995   | 19,77% | —    | 819            | 4,05%          | —              |
| Selebi-Phikwe | 6.563   | 38,71% | 1    | 2.194   | 12,94% | —    | 7.381   | 43,53% | 1    | 818            | 4,82%          | —              |
| Sudeste       | 10.556  | 35,99% | —    | 8.854   | 30,18% | 1    | 8.525   | 29,06% | 1    | 1.398          | 4,77%          | —              |
| Sur           | 40.000  | 45,91% | 3    | 36.452  | 41,84% | 3    | 10.203  | 11,71% | —    | 473            | 0,54%          | —              |
| Total         | 320.647 | 45,45% | 37   | 207.113 | 30,01% | 17   | 140.998 | 20,43% | 3    | 21.484         | 3,11%          | —              |

### Resultado por circunscripción
|  | 56.51 % |

|  | 43.49 % |

|  | 98.99 % |

|  | 1.01 % |

|  | 100.00 % |

|  | 82.24 % |

|  | 44.93 % |

|  | 39.42 % |

|  | 15.32 % |

|  | 0.33 % |

|  | 98.89 % |

|  | 1.11 % |

|  | 100.00 % |

|  | 81.12 % |

|  | 48.59 % |

|  | 35.65 % |

|  | 15.75 % |

|  | 99.09 % |

|  | 0.91 % |

|  | 100.00 % |

|  | 82.38 % |

|  | 47.47 % |

|  | 47.14 % |

|  | 5.39 % |

|  | 98.84 % |

|  | 1.16 % |

|  | 100.00 % |

|  | 82.91 % |

|  | 54.68 % |

|  | 43.60 % |

|  | 1.71 % |

|  | 98.63 % |

|  | 1.37 % |

|  | 100.00 % |

|  | 83.49 % |

|  | 60.45 % |

|  | 23.96 % |

|  | 15.59 % |

|  | 98.69 % |

|  | 1.31 % |

|  | 100.00 % |

|  | 83.28 % |

|  | 42.93 % |

|  | 33.37 % |

|  | 15.91 % |

|  | 7.19 % |

|  | 98.43 % |

|  | 1.57 % |

|  | 100.00 % |

|  | 85.34 % |

|  | 45.14 % |

|  | 42.24 % |

|  | 12.62 % |

|  | 99.71 % |

|  | 0.29 % |

|  | 100.00 % |

|  | 82.87 % |

|  | 52.29 % |

|  | 32.69 % |

|  | 15.02 % |

|  | 99.64 % |

|  | 0.36 % |

|  | 100.00 % |

|  | 81.87 % |

|  | 53.73 % |

|  | 35.06 % |

|  | 9.62 % |

|  | 1.59 % |

|  | 99.54 % |

|  | 0.46 % |

|  | 100.00 % |

|  | 79.28 % |

|  | 36.24 % |

|  | 31.73 % |

|  | 31.49 % |

|  | 95.77 % |

|  | 4.23 % |

|  | 100.00 % |

|  | 88.29 % |

|  | 50.90 % |

|  | 46.28 % |

|  | 2.82 % |

|  | 98.34 % |

|  | 1.66 % |

|  | 100.00 % |

|  | 85.60 % |

|  | 57.28 % |

|  | 25.44 % |

|  | 15.37 % |

|  | 1.92 % |

|  | 99.01 % |

|  | 0.99 % |

|  | 100.00 % |

|  | 83.89 % |

|  | 54.81 % |

|  | 40.48 % |

|  | 3.71 % |

|  | 1.00 % |

|  | 99.16 % |

|  | 0.84 % |

|  | 100.00 % |

|  | 83.63 % |

|  | 49.86 % |

|  | 49.04 % |

|  | 1.10 % |

|  | 98.99 % |

|  | 1.01 % |

|  | 100.00 % |

|  | 84.82 % |

|  | 70.15 % |

|  | 29.85 % |

|  | 97.86 % |

|  | 2.14 % |

|  | 100.00 % |

|  | 81.40 % |

|  | 40.64 % |

|  | 37.73 % |

|  | 11.79 % |

|  | 9.85 % |

|  | 99.35 % |

|  | 0.65 % |

|  | 100.00 % |

|  | 85.91 % |

|  | 49.10 % |

|  | 36.85 % |

|  | 14.05 % |

|  | 99.47 % |

|  | 0.53 % |

|  | 100.00 % |

|  | 85.28 % |

|  | 54.71 % |

|  | 35.42 % |

|  | 9.87 % |

|  | 98.40 % |

|  | 1.60 % |

|  | 100.00 % |

|  | 84.77 % |

|  | 56.34 % |

|  | 39.37 % |

|  | 3.13 % |

|  | 1.16 % |

|  | 99.21 % |

|  | 0.79 % |

|  | 100.00 % |

|  | 80.17 % |

|  | 55.81 % |

|  | 44.19 % |

|  | 97.53 % |

|  | 2.47 % |

|  | 100.00 % |

|  | 85.87 % |

|  | 48.50 % |

|  | 27.29 % |

|  | 12.63 % |

|  | 11.59 % |

|  | 97.52 % |

|  | 2.48 % |

|  | 100.00 % |

|  | 84.74 % |

|  | 56.63 % |

|  | 29.74 % |

|  | 12.52 % |

|  | 1.11 % |

|  | 98.59 % |

|  | 1.41 % |

|  | 100.00 % |

|  | 83.59 % |

|  | 51.39 % |

|  | 42.33 % |

|  | 3.95 % |

|  | 2.33 % |

|  | 97.89 % |

|  | 2.11 % |

|  | 100.00 % |

|  | 86.20 % |

|  | 85.40 % |

|  | 9.48 % |

|  | 5.12 % |

|  | 98.96 % |

|  | 1.04 % |

|  | 100.00 % |

|  | 81.68 % |

|  | 78.57 % |

|  | 13.79 % |

|  | 6.27 % |

|  | 1.37 % |

|  | 98.74 % |

|  | 1.26 % |

|  | 100.00 % |

|  | 81.91 % |

|  | 69.66 % |

|  | 13.06 % |

|  | 12.09 % |

|  | 5.18 % |

|  | 98.69 % |

|  | 1.31 % |

|  | 100.00 % |

|  | 81.91 % |

|  | 63.36 % |

|  | 22.20 % |

|  | 13.10 % |

|  | 0.94 % |

|  | 0.40 % |

|  | 98.43 % |

|  | 1.57 % |

|  | 100.00 % |

|  | 79.90 % |

|  | 48.41 % |

|  | 46.39 % |

|  | 5.20 % |

|  | 98.75 % |

|  | 1.25 % |

|  | 100.00 % |

|  | 83.58 % |

|  | 39.10 % |

|  | 34.04 % |

|  | 25.95 % |

|  | 0.91 % |

|  | 99.11 % |

|  | 0.89 % |

|  | 100.00 % |

|  | 86.50 % |

|  | 47.87 % |

|  | 32.89 % |

|  | 19.23 % |

|  | 99.32 % |

|  | 0.68 % |

|  | 100.00 % |

|  | 88.08 % |

|  | 39.82 % |

|  | 32.26 % |

|  | 27.62 % |

|  | 0.30 % |

|  | 99.53 % |

|  | 0.47 % |

|  | 100.00 % |

|  | 82.60 % |

|  | 44.12 % |

|  | 31.60 % |

|  | 24.28 % |

|  | 99.66 % |

|  | 0.34 % |

|  | 100.00 % |

|  | 85.97 % |

|  | 34.28 % |

|  | 32.13 % |

|  | 20.52 % |

|  | 13.06 % |

|  | 99.24 % |

|  | 0.76 % |

|  | 100.00 % |

|  | 83.69 % |

|  | 53.79 % |

|  | 29.52 % |

|  | 16.69 % |

|  | 99.66 % |

|  | 0.34 % |

|  | 100.00 % |

|  | 85.95 % |

|  | 57.49 % |

|  | 31.11 % |

|  | 11.40 % |

|  | 99.71 % |

|  | 0.29 % |

|  | 100.00 % |

|  | 83.95 % |

|  | 56.00 % |

|  | 33.61 % |

|  | 10.39 % |

|  | 99.82 % |

|  | 0.18 % |

|  | 100.00 % |

|  | 82.44 % |

|  | 41.04 % |

|  | 37.57 % |

|  | 13.55 % |

|  | 7.85 % |

|  | 98.45 % |

|  | 1.55 % |

|  | 100.00 % |

|  | 89.34 % |

|  | 35.38 % |

|  | 32.36 % |

|  | 32.06 % |

|  | 99.48 % |

|  | 0.52 % |

|  | 100.00 % |

|  | 76.86 % |

|  | 41.98 % |

|  | 40.09 % |

|  | 17.93 % |

|  | 98.94 % |

|  | 1.06 % |

|  | 100.00 % |

|  | 83.45 % |

|  | 48.92 % |

|  | 43.57 % |

|  | 6.06 % |

|  | 0.73 % |

|  | 0.72 % |

|  | 98.63 % |

|  | 1.37 % |

|  | 100.00 % |

|  | 86.72 % |

|  | 59.16 % |

|  | 40.03 % |

|  | 0.81 % |

|  | 99.05 % |

|  | 0.95 % |

|  | 100.00 % |

|  | 88.76 % |

|  | 50.80 % |

|  | 47.50 % |

|  | 1.70 % |

|  | 98.77 % |

|  | 1.23 % |

|  | 100.00 % |

|  | 87.73 % |

|  | 43.62 % |

|  | 19.16 % |

|  | 18.98 % |

|  | 18.24 % |

|  | 98.83 % |

|  | 1.17 % |

|  | 100.00 % |

|  | 85.41 % |

|  | 48.24 % |

|  | 43.18 % |

|  | 7.00 % |

|  | 0.99 % |

|  | 0.59 % |

|  | 98.29 % |

|  | 1.71 % |

|  | 100.00 % |

|  | 86.94 % |

|  | 48.19 % |

|  | 46.96 % |

|  | 4.85 % |

|  | 98.42 % |

|  | 1.58 % |

|  | 100.00 % |

|  | 91.08 % |

|  | 49.90 % |

|  | 45.45 % |

|  | 4.65 % |

|  | 99.21 % |

|  | 0.79 % |

|  | 100.00 % |

|  | 85.47 % |

|  | 49.61 % |

|  | 45.09 % |

|  | 5.30 % |

|  | 98.54 % |

|  | 1.46 % |

|  | 100.00 % |

|  | 86.49 % |

|  | 51.44 % |

|  | 42.80 % |

|  | 5.76 % |

|  | 98.23 % |

|  | 1.77 % |

|  | 100.00 % |

|  | 85.94 % |

|  | 36.05 % |

|  | 35.60 % |

|  | 25.37 % |

|  | 2.98 % |

|  | 98.89 % |

|  | 1.11 % |

|  | 100.00 % |

|  | 86.70 % |

|  | 46.64 % |

|  | 44.35 % |

|  | 9.01 % |

|  | 98.78 % |

|  | 1.22 % |

|  | 100.00 % |

|  | 85.19 % |

|  | 54.09 % |

|  | 25.58 % |

|  | 20.33 % |

|  | 98.50 % |

|  | 1.50 % |

|  | 100.00 % |

|  | 86.15 % |

|  | 50.01 % |

|  | 45.90 % |

|  | 4.09 % |

|  | 98.72 % |

|  | 1.28 % |

|  | 100.00 % |

|  | 86.12 % |

|  | 50.33 % |

|  | 47.75 % |

|  | 1.92 % |

|  | 99.23 % |

|  | 0.77 % |

|  | 100.00 % |

|  | 92.13 % |

|  | 54.91 % |

|  | 40.28 % |

|  | 3.67 % |

|  | 1.13 % |

|  | 98.83 % |

|  | 1.17 % |

|  | 100.00 % |

|  | 88.05 % |

|  | 52.04 % |

|  | 47.96 % |

|  | 98.87 % |

|  | 1.13 % |

|  | 100.00 % |

|  | 84.88 % |

|  | 52.65 % |

|  | 42.08 % |

|  | 5.26 % |

|  | 99.27 % |

|  | 0.73 % |

|  | 100.00 % |

|  | 86.14 % |